# ハナミョウガ
ハナミョウガ（花茗荷、学名：Alpinia japonica (Thunb.) Miq.）は、ショウガ科ハナミョウガ属に分類される多年草の1種。和名は、茎葉がミョウガに似ていて、茎頂に花をつけることに由来する。中国名が山姜。

## 特徴
高さ30-60 cmで、束生する。茎は2年生で斜上する。根茎は太く分枝し、節に鱗状葉があり、若い部分は紅色。葉は常緑、光沢は無く、長さ15-40 cm、幅5-8 cmの広披針形で、両面特に裏面に細軟毛が多い。偽茎の先端に花を付ける。長さ10-15 cmの穂状花序で、花軸に細毛が密生する。苞は狭長楕円形で早く落ちる。花の長さはおよそ25 mm、萼は白色の筒状で細毛があり、長さ10-12 mm、先は赤く3鈍歯があり1側が裂ける。内花被は上部が3裂し、背後の1片は長楕円形で立って雄蕊を包む。唇弁は卵形で先は2裂、白色で紅色の長さ約10 mmの条線があり、縁は波状に縮れ、基部の両側に黄赤色の付属片がある。花期は5-6月。果実（液果）は広楕円形で、赤く熟し長さ12-18 mm、表面に細毛がある。種子は伊豆縮砂と呼ばれ薬用とされた。花序に短い枝軸が出て、萼や果実に毛がほとんど無いものは、ツクシハナミョウガ（学名：Alpinia x kiushiana Kitam.、シノニム：Alpinia japonica (Thunb.) Miq. var. kiushiana Kitam.）と呼ばれ、九州南部に分布する。

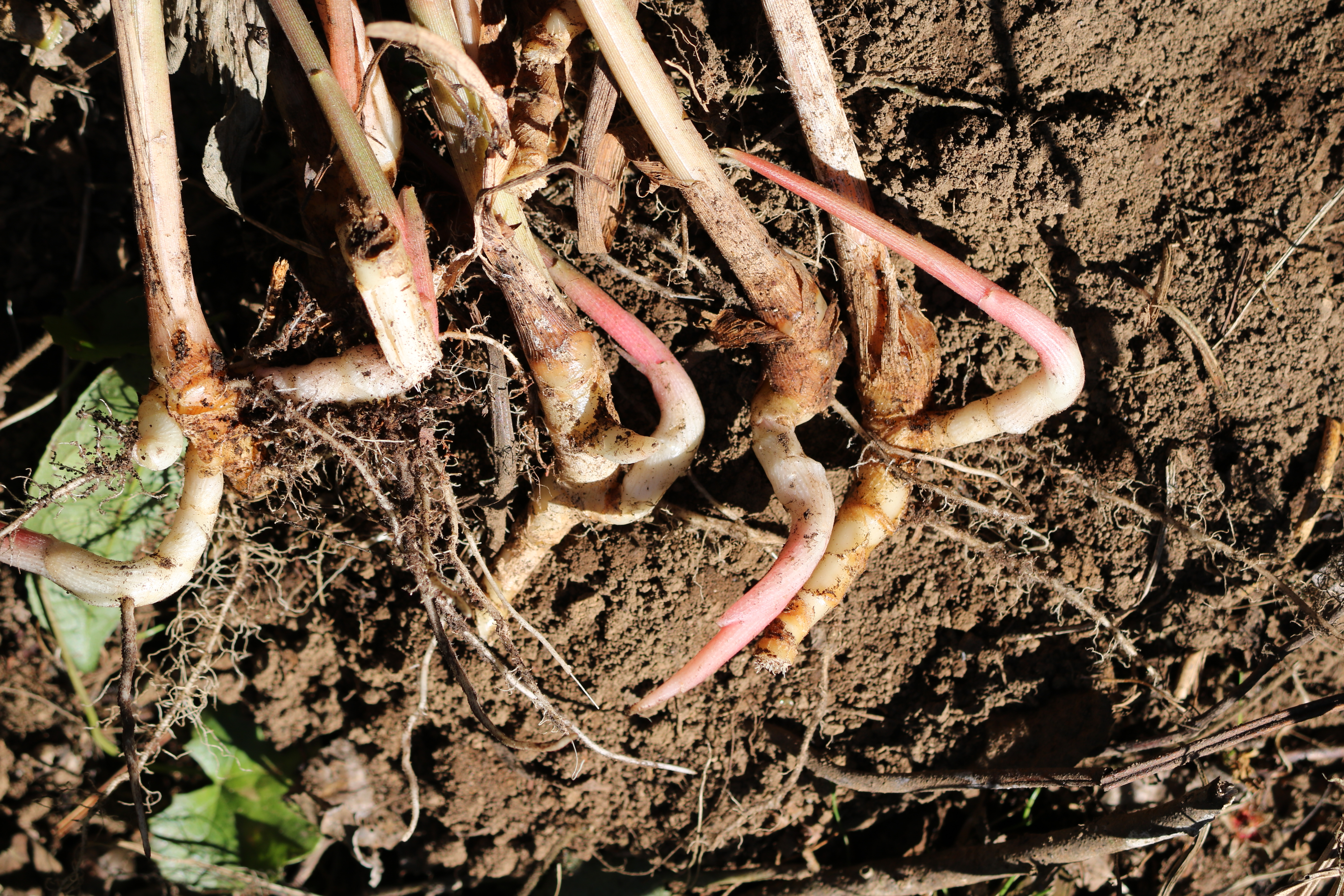
根茎
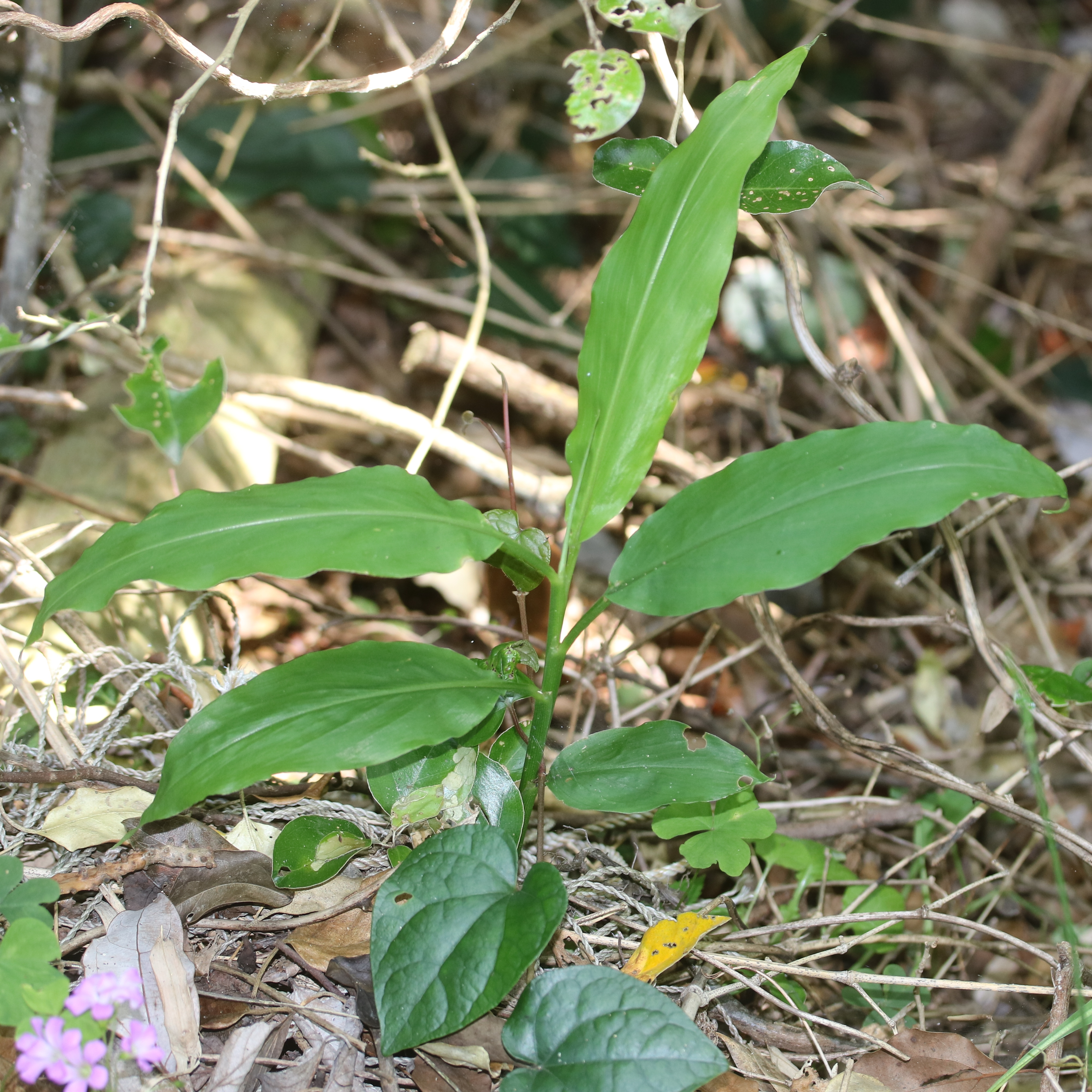
広披針形の葉
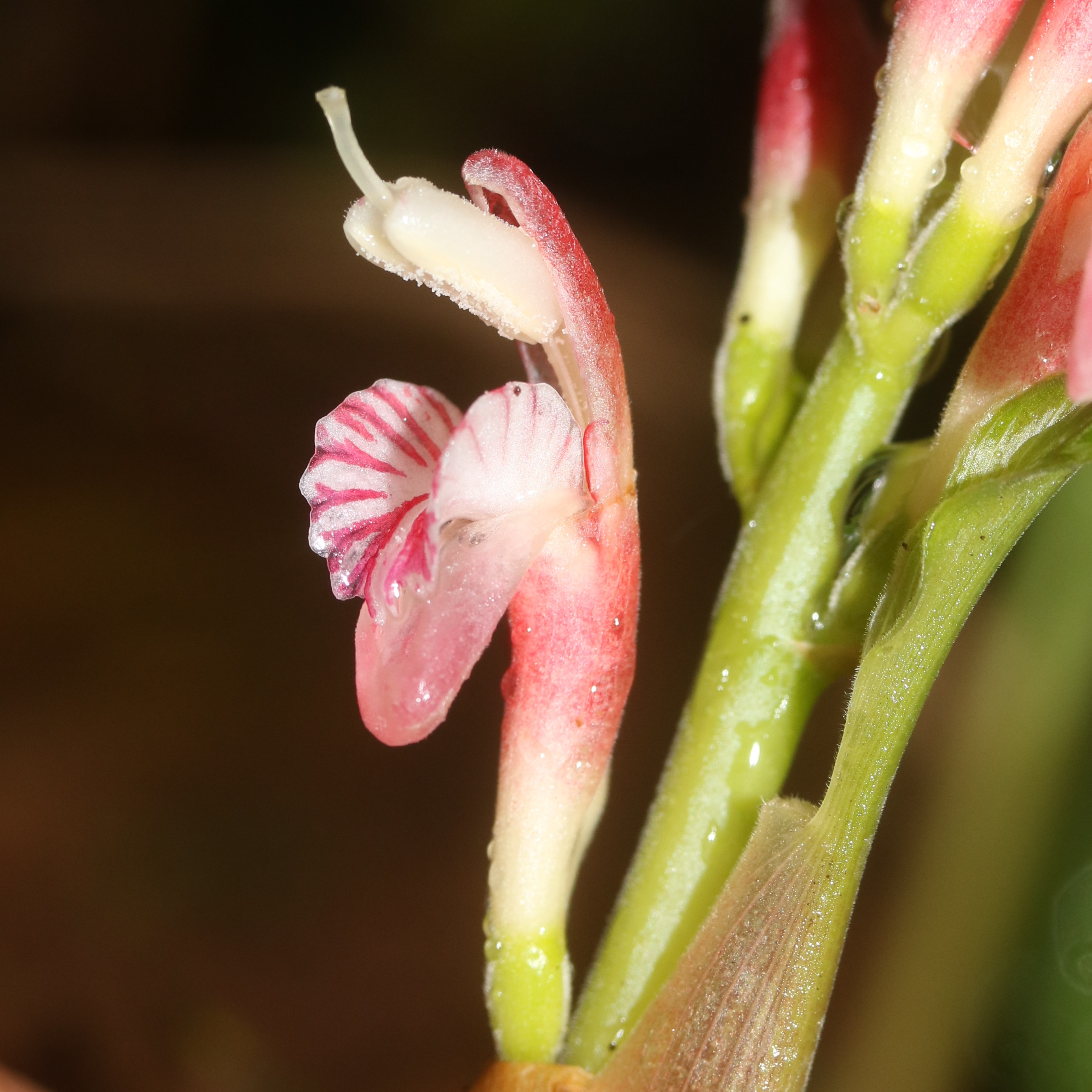
花
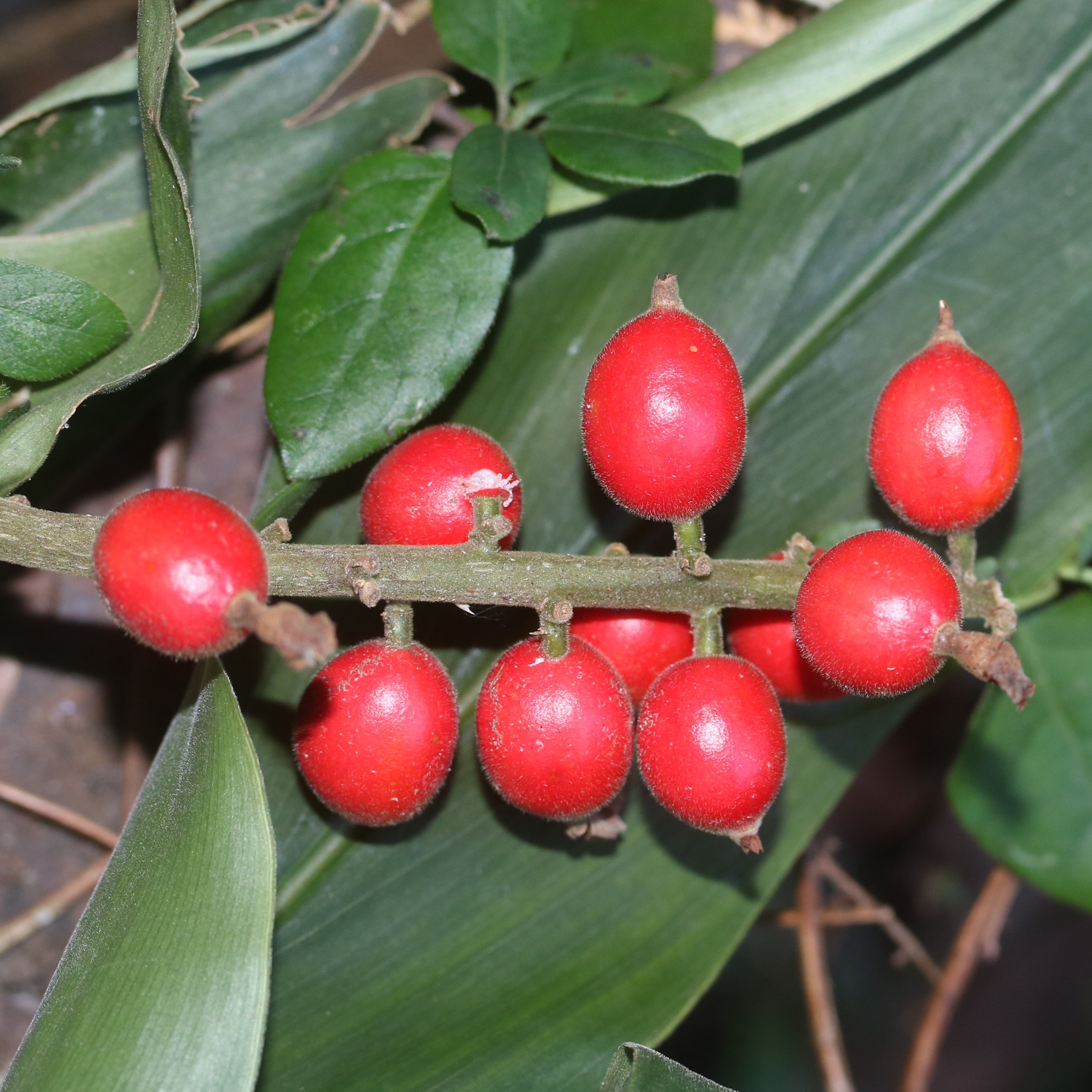
広楕円形で、赤く熟した果実

## 分布と生育環境
中国（中部と南部）、台湾と日本に分布する。

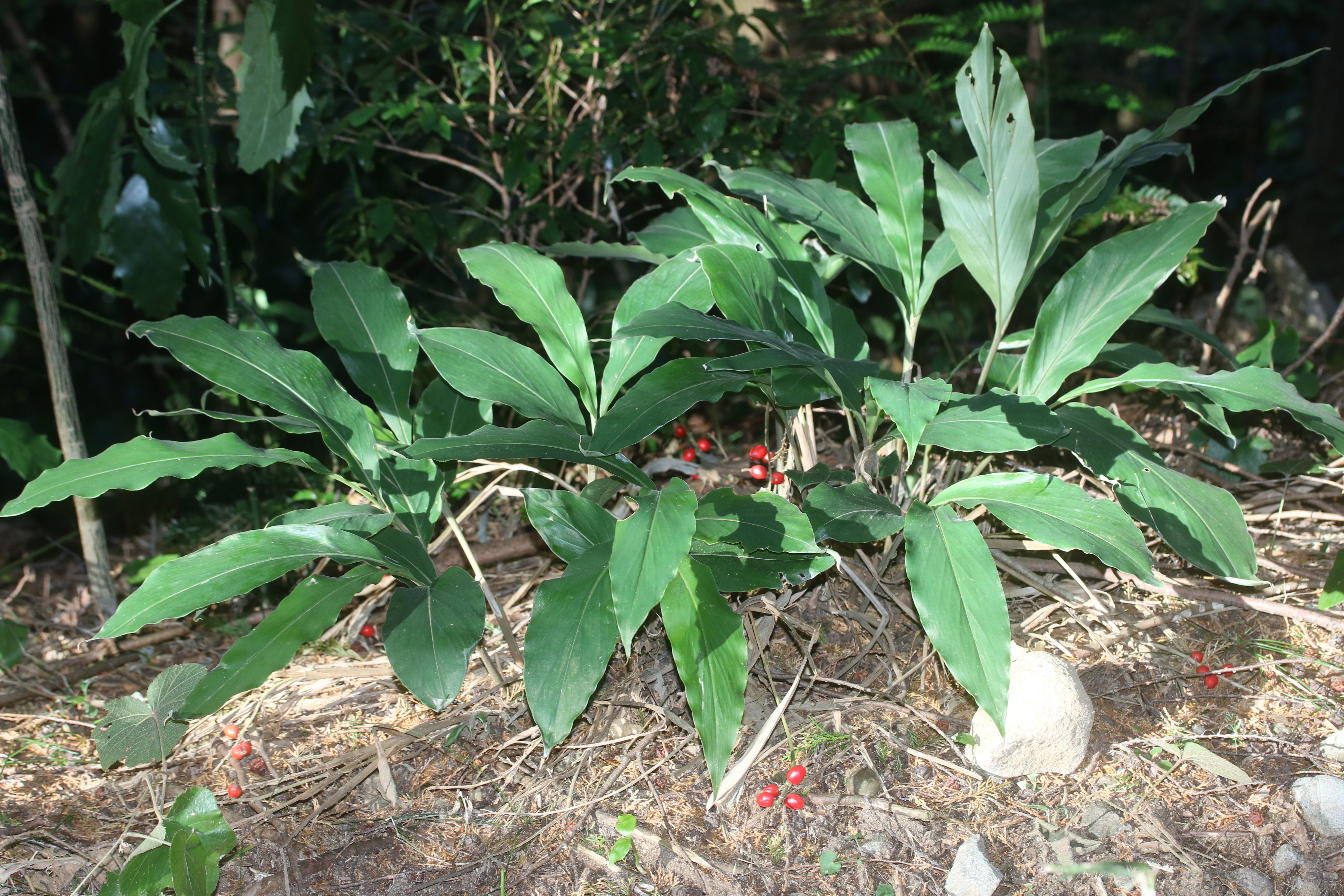
山地の林下に生育するハナミョウガ

日本では、本州（関東地方以西）、四国、九州、奄美諸島に分布する。
暖帯から亜熱帯にかけて、山地の林下に生育する。クロセセリの幼虫が、葉を食草としている。

## 種の保全状況評価
日本では以下の都道府県で、レッドリストの指定を受けている。静岡県の奥大井県立自然公園の特別地域などで、捕獲や採取等を規制する植物の指定を受けている。
- 絶滅危惧II類（VU） - 山梨県[10]、岐阜県[11]、香川県[12]
- 準絶滅危惧種 - 京都府[13]
- 分布特性上重要な種 - 鹿児島県